# Boy4boy
Boy4Boy Italia Magazine è una rivista mensile italiana a tematica LGBT, dedicata principalmente a un pubblico omosessuale di sesso maschile. Attualmente è edita dalle Edizioni G. Press di Milano e, oltre agli annunci, contiene racconti e servizi fotografici. È distribuita nelle edicole di tutto il territorio nazionale italiano e presso i sexy shop.

## Storia
Boy4Boy Italia Magazine fu fondata nel 1995 dal fotografo Diego Conti con l'idea di creare una rivista cartacea in grado di promuovere amicizie e incontri tra persone omosessuali di sesso maschile, tramite la pubblicazione di annunci corredati da fotografie e numeri di telefono.
L'obiettivo era favorire lo sviluppo di una rete di contatti che ruotasse attorno alla rivista stessa.
Originariamente operante solo come fermoposta e smistatore di lettere postali per l'invio di annunci e foto, fu successivamente introdotta la possibilità di comunicare anche con posta elettronica, SMS, MMS e immagini ad alta risoluzione.
La rivista inoltre fu tra gli sponsor e selezionatori principali dell'edizione 2005 del concorso Mister Gay Italia.